# Alessandro Tonani
Alessandro Tonani (Lodi Vecchio, Llombardia, 18 de juny de 1898 – Varese, Llombardia, 2 de juny de 1938) va ser un ciclista italià, que fou professional entre 1920 i 1928. Va competir tant en ruta com en pista, on guanyà tres curses de sis dies.

## Palmarès en ruta
- 1920
  - 1r a la Coppà d'Inverno
- 1924
  - 1r a la Gènova-Ventimiglia
- 1924
  - 1r a la Coppà d'Inverno
- 1925
  - Vencedor d'una etapa de la Zuric-Berlín

### Resultats al Giro d'Itàlia
- 1923. 21è de la classificació general

## Palmarès en pista
- 1927
  - 1r als Sis dies de Berlín (amb Willy Lorenz)
  - 1r als Sis dies de Dortmund (amb Willy Lorenz)
- 1928
  - 1r als Sis dies de París (amb Onésime Boucheron)